# Józef Koffler
Józef Koffler (Stryj, 28 de febrero de 1896-cerca de Krosno, Polonia, 1944) fue un musicólogo, compositor y profesor de música polaco

## Biografía
Nacido en Stryj, Austria-Hungría hoy Ucrania, estudió de 1914 a 1916 en Leópolis donde más tarde sería profesor y en la Universidad de Música y Arte Dramático de Viena, donde fue alumno de Paul Graener o Felix Weingartner, entre otros. De 1921 a 1924, fue pupilo de Arnold Schönberg. En 1923, se doctoró con Guido Adler

## Carrera musical
Fue uno de los principales representantes de la vanguardia del siglo XX. Fue el primer compositor polaco en emplear el dodecafonismo. Son famosos sus arreglos para orquesta de cámara de las Variaciones Goldberg, BWV 988 de Bach.

## Fallecimiento
Se desconoce la fecha y el lugar exacto de su muerte, durante la ocupación nazi fue asesinado junto a su familia por uno de los Einsatzgruppen.